# 판토마 (1964년 영화)
《판토마》(Fantômas)는 1964년 공개된 프랑스의 영화이다.

## 출연

### 주연
- 장 마라이
- 루이스 드 푸네스

### 조연
- 밀레느 드몽죠
- 자크 디남
- 로베르 달방
- 안드리 타인시
- 헨리 아탈
- 피에르 콜렛
- 루디 르노어
- 진 미니시니
- 버나드 무슨
- 도미니크 자르디
- 앤드레 바딘
- 필립 카스텔리
- 미셀 샤렐
- 헨리 코텟
- 안드레 헌벨
- 레이몽 펠르그랭

## 기타
- 프로듀서: 알렝 프와레, 피에르 수베스트레, 마르셀 알레인